# 義大利-阿爾巴尼亞天主教皮亞納德利亞爾巴內西教區
義大利-阿爾巴尼亞天主教皮亞納德利亞爾巴內西教區（拉丁語：Eparchia Planen(sis) Albanensium）是義大利一個東儀天主教教區（義大利-阿爾巴尼亞拜占庭禮），直屬聖座。
教區成立於1937年10月26日，但早在1784年2月6日起在西西里就已經有東方禮教區，由領銜主教牧養。
教區位於西西里島西部，分為四個不相連的地塊。主教座堂位於皮亚纳-德利阿尔巴内西，副主教座堂位於巴勒莫。教區於2009年時有教友28,500人，佔總人口95.0%。教區有十五個堂區和卅一位司鐸。教區主教現時出缺。